# Заготскот (Бабаєвський район)
Заготскот — селище в Бабаєвському районі Вологодської області. Входить до складу міського поселення Бабаєво. Розташоване на річці Колп. Відстань по автодорозі до районного центру Бабаєво — 19 км, найближчі населені пункти — Колпіно, Бабаєво. Станом на 2002 рік постійного населення не було.